# Ursula Munch-Petersen
Ursula Munch-Petersen, född 29 december 1937 i Rønne på Bornholm,
död där 30 juni 2025, var en dansk keramiker.
Munch-Petersen var dotter till keramikerna Gustaf Munch-Petersen och Lisbeth Hjorth. Hon var fjärde generationen keramiker i familjen Hjorth. Hon gick på Danmarks designskola 1956–1960 och Konstakademien i Köpenhamn 1970–1972.
Mest känd är hon för sin serie Ursula som först (1991) producerades för Den kongelige Porcelainsfabrik men som numera (2014) återfinns hos producenten Kähler Design.
Hon fick 2002 Prins Eugens medalj och finns representerad vid Nationalmuseum i Stockholm.